# DJ Tayone
DJ Tayone o TY1, pseudonimo di Gianluca Cranco (Salerno, 6 ottobre 1979), è un disc jockey, produttore discografico e turntablist italiano.

## Biografia
Ha iniziato la sua carriera nel 1992, avvicinandosi alla musica dance e quella Hip Hop, con una particolare attenzione all'art dello scratch. Nel 1997 TY1 ha vinto la prima edizione dell'Itf (campionato italiano di dj). Nello stesso anno entra a  far parte di Alien Army, prima storica crew italiana di turntablist.
Nel 2012 TY1 diventa uno dei due di ufficiali del programma televisivo Mtv Spit. L'anno successivo produce con Marracash il singolo "La tipa del tipo" e, sotto la label Digital Bros Music, lancia il singolo Gunboy (trinity remix), una personalissima reinterpretazione in chiave dance, del celebre tema di Franco Micalizzi scritto per la colonna sonora di "Lo chiamavano Trinità" (Terence Hill/Bud Spencer - 1970). Il brano rappresenta un punto di svolta per il dj campano, che mostra la volontà di allargare i propri orizzonti artistici.
Appare in un breve messaggio finale nell'album di Max Pezzali Hanno ucciso l'Uomo Ragno 2012, alla fine della traccia Te la tiri (feat Emis Killa).
Produttore anche di Clementino, con cui produce nella primavera 2015 la hit estiva.
"Luna" e il brano "Stamm ccà" (contenuto nell'ultimo album "Vulcano" 2017), l'artista decide di sperimentare, spostando il suo interesse verso sonorità elettro/pop dal respiro internazionale, aprendo così una nuova fase della sua carriera caratterizzando le sue produzioni con sonorità moderne, melodie e ritornelli accattivanti: "Hardship" è un album sorprendente, maturo ed eclettico.
I brani "What Is A Dj" Ft. Inesha, "2020", il primo singolo ufficiale "Mysterious Ways" Ft. Johnny Favourite (A.K.A. Neffa) ed il secondo singolo "Something New" Ft. Andrea
D'Alessio precedono la pubblicazione dell' album "Hardship" uscito Worldwide nel 2016 per Universal Music Italia. L'ultimo singolo estratto da "Hardship" è "Detox" con il Feature di due artisti internazionali del calibro di Eamon e Sirah.
Nel 2017 TY1 produce il singolo "Resident Evil" con i Feature di Clementino e Izi, e pubblica il brano "Nuh Fear", con il Feature dell'artista Giamaicano Richie Loop(Su Flex Up Records) e il brano "Bow Chi Bow" con il Feature Di Walshy Fire Dei Major Lazer (Su Subside Records), queste ultime entrambe prodotte in collaborazione con gli Smoothies.
Nel 2018 escono il Rmx di "Crack" di Marracash, il Rmx di "Giovane Fuoriclasse" di Capo Plaza certificato disco d'oro e il Rmx di "Paracetamolo" di Calcutta. Inoltre produce singolo di Marracash "Business Class" Ft. Rkomi, certificato disco d'oro.
Nell'autunno del 2019 le ultime produzioni di TY1: 2 brani contenuti nell'album "Persona"| di Marracash (Universal Music Italia), "Quelli Che Ben Pensano" Ft. Coeze "Non Sono Marra" Ft. Mahmood prodotta insieme a Dardust, entrambi certificati disco di platino.
Tra la fine del 2019 e gli inizi del 2020 escono i due singoli "C'Est La Vie" Ft. Capo Plaza e Dosseh e "Sciacalli" Feat. Noyz Narcos e Speranza, quest'ultima scelta nel 2025 come soundtrack per la serie ACAB su Netflix.
Ad Aprile del 2021 esce l'ultimo singolo, "Fantasmi" Ft. Marracash E Geolier, Che anticipa I' uscita del nuovo album di TY1 "Djungle", fuori dal 7 Maggio per Believe/Thaurus, con il feature di oltre 20 artisti italiani ed internazionali: Da Gue' Pequeno a Ernia, da Pablo Chill-e a Rkomi, Ketama126, Taxi B, Paky, Neffa, Villa Banks, Jake La Furia, Massimo Pericolo e tantissimi altri.
Sempre nel 2021 produce il brano "Aggio perzo 'o suonno" Ft. Coez, presente nel disco "AmarAmmore" di Neffa.
A Novembre del 2021 esce il disco "Il Minorenne + Bastardo" di Touchè nel quale TY1 produce i brani "Intro - Mi sto sbattendo", "Touchè", "Non lo so", "Sbarcato nel '90" Ft. Vettosi, "Bad Bitch".
Nel 2022 produce il brano "Oh Mama" contenuto dell'album "Immigrato" di 8blevrai.
A Dicembre 2022 viene pubblicata la repack di "Djungle" intitolata "Djungle Unchained" con l'aggiunta di sette brani inediti con il feature di: Franco 126, Guè, J Lord, Coez, Massimo Pericolo, Nicola Siciliano, Bresh, Kid Yugi, Nerissima Serpe, Touché, 8blevrai, MV Killa, Yung Snapp, Lele Blade, Delé e Epoque.
Nel 2023 produce il brano "The Major" presente dell'album "Virus" di Noyz Narcos.
A Gennaio 2024 Pubblica il RMX di "15 Piani" Di Sfera Ebbasta
A Settembre 2024 presenta e suona per il "Red Bull 64 Bars" a Scampia producendo il brano "Sarago" Ft. Guè.
Sempre nel 2024 produce il brano "Dimmi Tu" presente nella Deluxe Edition dell'album 'Ferite" di Capo Plaza.
I suoi scratch sono presenti nelle hit "VDLC" di Sfera Ebbasta, "L'Anticristo" di Kid Yugi, "Mafia Del Boom Bap" dei Club Dogo e "Vibe" di Guè.

Certificazioni Singoli:
"C'est la Vie" TY1 e Dosseh Ft. Capo Plaza, Thaurus.  Disco d'oro 2020
"Aggio perzo 'o suonno" Neffa, Coez e Ty1, RCA Records label. Disco d'oro 2021
"Fantasmi" TY1 Ft. Geolier, Marracash, Thaurus. Disco di platino 2023
"Stanotte" TY1, Coez e Massimo Pericolo, Thaurus. Disco d'oro 2024
"Monopolio" TY1 Ft. Kid Yugi e Nerissima Serpe, Thaurus. Disco di platino 2024
Certificazioni Album:
"Djungle" TY1, Thaurus. Disco di platino 2025

## Discografia

### Da solista

#### Album in studio
- 2004 – Sbarbie Live in Praga (autoprodotto)[1]
- 2009 – Photographie
- 2013 – Gunboy (Trinity remix)[etichetta?][senza fonte]
- 2015 – Mysterious Ways[DB Music/ Universal]
- 2016 – Hardship
- 2021 – Djungle

#### Singoli
- 2013 – La tipa del tipo (con Marracash)
- 2015 – Mysterious Ways (feat. Johnny Favourite)[2]
- 2016 – Something New (feat. Andrea d'Alessio)
- 2017 – Resident Evil (feat. Izi e Clementino)
- 2019 – C'est la vie (feat. Dosseh e Capo Plaza)
- 2020 – Sciacalli (feat. Noyz Narcos e Speranza)
- 2020 – Unturned
- 2021 – Fantasmi (feat. Geolier e Marracash)
- 2024 - Stanotte  (feat. Coez e Massimo Pericolo)
- 2024 - Monopolio  (feat. Kid Yugi e Nerissima Serpe)

### Con gli Alien Army
- 1996 – Il contatto
- 1999 – Orgasmi meccanici
- 1999 – Mono spettacolare
- 1999 – Alien Army
- 2003 – Daily Nightmare
- 2003 – The End

### Con DJ Gruff
- 2001 – Gruffetti e Tayog - Dailaloma pt2
- 2001 – Scientific Experiment

### Con I Fluxer
- 2006 – L'Avvento

### Con i Videomind
- 2010 – Afterparty
- 2011 – Afterparty Remix

### Compilation
- Global Turntable
- Scratch Attack Vol. 1
- Scratch Attack Vol. 3

## Premi
- Nel 1997 ha vinto il primo ITF Battle Showcase in Italia.
- Nel 1998 ha vinto per la seconda volta l'ITF Italia Championship e si è piazzato alla posizione №4 nelle finali mondiali
- Nel 2000 ha vinto il campionato italiano Tim con Alien Army
- Nel 2001 ha vinto il Vestax Estravaganza Italy.
- Nel 2008 è arrivato terzo nel DMC World Team Championship
- Nel 2010 ha vinto il premio in Sound come miglior dj dell'anno.